# إسبانيا في الألعاب الأولمبية الصيفية 1924
شارك إسبانيا في دورة الألعاب الأولمبية الصيفية 1924، التي أقيمت في باريس بفرنسا، في الفترة الممتدة من 4 مايو حتى 27 يوليو، بوفد قوامه 95 رياضي (93 رجل، 2 نساء) في 12 لعبة.
لم يحصد إسبانيا أي ميدالية في هذه الدورة.

## أفضل النتائج
| الترتيب | الرياضي / الرياضية                          | المنافسة   | المسابقة              |
| الرابع  | سانتياغو أمات كانسينو                       | الشراع     | Monotype - رجال       |
| الخامس  | روبيرتو بيتي                                | ملاكمة     | وزن تحت 51 كغم - رجال |
| الخامس  | أنطونيو سانتشيث ديتث                        | ملاكمة     | وزن تحت 54 كغم - رجال |
| الخامس  | منتخب إسبانيا (رجال)                        | بولو       | بطولة الرجال          |
| الخامس  | ليلي ألفاريث                                | كرة المضرب | فردي - سيدات          |
| الخامس  | ليلي ألفاريث إدواردو فلاكير                 | كرة المضرب | زوجي - مختلط          |
| الخامس  | خوسيه ماريا ألونسو مانويل ألونسو دي أريثاغا | كرة المضرب | زوجي - رجال           |